# Sean Price
Sean Price (New York, 17 marzo 1972 – New York, 8 agosto 2015) è stato un rapper statunitense.
È stato membro del duo Heltah Skeltah con il rapper Rock, del collettivo Boot Camp Clik e membro dell'etichetta Duck Down Records.

## Biografia
Debutta pubblicando l'album Nocturnal nel 1996 come parte del duo Heltah Skeltah assieme a Rock: l'album è un successo di critica e i due rapper sono nominati miglior nuovo gruppo nel 1996 dalla rivista del settore The Source, ciononostante il duo non arriva al successo commerciale degli altri artisti hip hop contemporanei e il secondo disco del duo (Magnum Force) di due anni dopo è un fallimento che costringe la loro etichetta, la Duck Down Records, a chiudere. La Priority Records si slega dall'accordo con la Duck Down e Ruck si ritrova a proseguire la carriera assieme a DJ Lethal, artista già noto con i Limp Bizkit e gli House of Pain, tuttavia il progetto non parte. Successivamente, Ruck finisce presumibilmente in prigione, tornando nelle strade della sua Brooklyn costretto a spacciare droga per sopravvivere.  Verso la metà degli anni duemila, quando la sua vita personale inizia a stabilizzarsi, ritorna nel rap usando il suo nome di battesimo Sean Price, pubblica alcuni mixtapes, collabora con altri artisti e dà vita alla sua carriera solista. Attorno a questo periodo, nasce la canzone Rising To The Top, realizzata assieme ad Agallah, poi inserita nel videogioco di culto Grand Theft Auto III. Nel 2005 esce il suo primo disco, Monkey Barz: l'album è un successo commerciale che gli vale diversi riconoscimenti nel circuito underground e la sua reputazione cresce fino ad affermarsi quale principale interprete del gruppo Boot Camp Clik, ruolo conservato saldamente da Buckshot fino a quel momento. Anche i suoi album successivi (Jesus Price Supastar e Mic Tyson) ottengono una ricezione positiva e Sean Price collabora assieme a Black Milk e a Guilty Simpson al disco Random Axe.
L'8 agosto 2015 muore nel sonno nel suo appartamento di Brooklyn.
Il 21 agosto 2015 è uscito, da postumo, il mixtape dal titolo "Songs in the key of Price", che scala velocemente le classifiche di Billboard. il quale si rifà al titolo del famoso album di Stevie Wonder "songs in the key of life". Soltanto dal sito della Duck Down è possibile scaricare la versione CD del suddetto album contenente ben 30 tracce.

## Discografia

### Album
Solista
- 2005 – Monkey Barz
- 2007 – Jesus Price Supastar
- 2011 – Random Axe (con Black Milk e Guilty Simpson, come Random Axe)
- 2012 – Mic Tyson
- 2017 – Imperius Rex
- 2018 – Metal Detectors (con Illa Ghee)
- 2019 – 86 Witness (con Small Professor)

con Heltah Skeltah
- 1996 – Nocturnal
- 1998 – Magnum Force
- 2008 – D.I.R.T.

con Boot Camp Clik
- 1997 – For the People
- 2002 – The Chosen Few
- 2006 – The Last Stand
- 2007 – Casualties of War

### Mixtapes
Solista
- 2004 – Donkey Sean Jr. (The Official Mix CD)
- 2007 – Master P
- 2009 – Kimbo Price (The Prelude to Mic Tyson)

### Collaborazioni
- 1995 -  Smif-N-Wessun Dah Shinin' (1 Traccia)
- 1995 -  AA. VV. Panther (1 Traccia) - colonna sonora del film Panther
- 1996 -  Black Moon Diggin' in dah Vaults (1 Traccia)
- 1996 -  Dj Mister Cee Ghetto Classics - The Nervous Mixtape (1 Traccia)
- 1996 -  Frankie Cutlass Politics & Bullsh*t (1 Traccia)
- 1998 -  P.F. Cuttin #42 - On German Soil (1 Traccia)
- 1998 -  Dj Eclipse Hip Hop Independents Day Vol. 1 (1 Traccia)
- 1999 -  Duck Down Records Duck Down Presents (1 Traccia)
- 1999 -  Sway & King Tech The Anthem (1 Traccia)
- 1999 -  O.G.C. The M-Pire Shrikez Back (1 Traccia)
- 1999 -  Saukrates The Underground Tapes (1 Traccia)
- 1999 -  Sway & King Tech This Or That (1 Traccia)
- 2000 -  Tony Touch The Piece Maker (1 Traccia)
- 2001 -  Daddy Rose The God (1 Traccia)
- 2002 -  Dj Desue Art of War (1 Traccia)
- 2002 -  Official Jointz Recordings The Difference Vol. 1 (1 Traccia)
- 2002 -  Landspeed Records Game Tight (1 Traccia)
- 2002 -  KC Da Rookee Nexcalibur (1 Traccia)
- 2002 -  AA.VV. T.H.C. (The Hip-Hop Collection) Vol. 1 (1 Traccia) - compilation della rivista High Times
- 2003 -  24K Quotable (1 Traccia)
- 2003 -  Duck Down Records Presents: Collect DIS Edition (2 Tracce)
- 2003 -  Black Moon Total Eclipse (2 Tracce)
- 2003 -  Nature Sounds Presents The Prof. In... Convexed (1 Traccia)
- 2003 -  Cunninlynguists Sloppy Seconds Volume One (1 Traccia)
- 2004 -  Jedi Mind Tricks Legacy Of Blood (1 Traccia)
- 2004 -  Daz Dillinger Daz Dillinger Presents : Who Ride Wit Us - Tha Compilation (Vol. 1) (1 Traccia)
- 2004 -  Rock The Best of Rock Volume 2 (Veteranz Day) (1 Traccia)
- 2004 -  Scram Jones Loose Cannons (1 Traccia)
- 2004 -  Jedi Mind Tricks Violent By Design - Deluxe Edition (1 Traccia)
- 2005 -  The High & Mighty 12th Man (2 Tracce)
- 2005 -  Buckshot & 9th Wonder Chemistry (1 Traccia)
- 2005 -  Reef the Lost Cauze Feast Or Famine (1 Traccia)
- 2005 -  Sadat X Experience & Education (1 Traccia)
- 2005 -  Hall Of Justus Presents: Soldiers Of Fortune (1 Traccia)
- 2005 -  Form One Meet Johnny Rhino (1 Traccia)
- 2005 -  Dreddy Kruger Presents... Think Differently Music: Wu-Tang Meets The Indie Culture (1 Traccia)
- 2005 -  Groove France Sampler#95 (1 Traccia)
- 2005 -  Smif-N-Wessun Tek & Steele: Reloaded (1 Traccia)
- 2006 -  Black Moon Alter The Chemistry (1 Traccia)
- 2006 -  Jedi Mind Tricks Servants In Heaven, Kings In Hell (1 Traccia)
- 2006 -  Block McCloud Spittin' Image (1 Traccia)
- 2006 -  Bronze Nazareth The Great Migration (1 Traccia)
- 2006 -  El Da Sensei The Unusual (1 Traccia)
- 2006 -  Dj GI Joe Underworld (1 Traccia)
- 2006 -  Monster Escape the Internet (2 Tracce)
- 2006 -  J-Live First Things First Vol. 1 (1 Traccia)
- 2006 -  Shuko The Foundation (1 Traccia)
- 2007 -  Dj JS-1 Asterisk:Four (1 Traccia)
- 2007 -  Doc Luv & Kev-Ski Off The Bench Volume 2 (1 Traccia)
- 2007 -  Pumpkinhead Border Blockerz Pt. 1 (2 Tracce)
- 2007 -  C Rayz Walz & Parallel Thought Chorus Rhyme (1 Traccia)
- 2007 -  Skyzoo Corner Store Classic (1 Traccia)
- 2007 -  Snowgoons German Lugers (1 Traccia)
- 2007 -  Silent Knight Hunger Strike (1 Traccia)
- 2007 -  Brad Strut Legend: Official (1 Traccia)
- 2007 -  Muneshine Mark My Words (1 Traccia)
- 2007 -  Toomy Tee No Studio No Time - The Wait (2 Tracce)
- 2007 -  Rugged Intellect Renaissance Music: The Introduction (1 Traccia)
- 2007 -  Ap-Rock Presents Snowgoons - Joining Forces (1 Traccia)
- 2007 -  Special Teamz Stereotypez (1 Traccia)
- 2007 -  Big Shug Street Champ (1 Traccia)
- 2007 -  Clutch Player The Atlantic Connection All Stars (1 Traccia)
- 2007 -  Pack FM The Best Of Pack FM (1 Traccia)
- 2007 -  9th Wonder The Dream Merchant 2 (1 Traccia)
- 2007 -  Copywrite The Worst of the Best of Copywrite (1 Traccia)
- 2007 -  The Away Team Training Day (1 Traccia)
- 2008 -  Chaundon Carnage (1 Traccia)
- 2008 -  Mass Hysteria Chicago Underworld Vol. 3 (1 Traccia)
- 2008 -  Tame One Da Ol' Jersey Bastard (1 Traccia)
- 2008 -  Duck Down Records Duck Down Hotline (1 Traccia)
- 2008 -  Dj Babu Duck Season Vol. 3 (1 Traccia)
- 2008 -  Agallah F.A.M.E. (1 Traccia)
- 2008 -  Dj Revolution King of The Decks (1 Traccia)
- 2008 -  Bash Bros. Main Event (2 Tracce)
- 2008 -  Guilty Simpson Ode to the Ghetto (1 Traccia)
- 2008 -  Silent Knight Restoration: One Step Back, Two Steps Forward (1 Traccia)
- 2008 -  Rock Shell Shock (1 Traccia)
- 2008 -  Muneshine Status Symbol (Australian Release) (1 Traccia)
- 2008 -  Sav Killz Success Is Inevitable (1 Traccia)
- 2008 -  F.T. The Brooklyn Beast (1 Traccia)
- 2008 -  Kidz In The Hall The In Crowd (1 Traccia)
- 2008 -  Chaundon The Prefix Vol. 1 (1 Traccia)
- 2008 -  J-Love Thoro Tracks: The Saga Begins (1 Traccia)
- 2008 -  eMC The Show (1 Traccia)
- 2008 -  J-Spliff ThreeSixty (1 Traccia)
- 2008 -  Egadz You Got Beef In The Studio? (1 Traccia)
- 2009 -  Endemic Terminal Illness (2 Tracce)
- 2009 -  Marco Polo & Torae Double Barrel (1 Traccia)
- 2009 -  Snowgoons A Fist In The Thought (1 Traccia)
- 2009 -  Tek Presents: Welcome to Bucktown (1 Traccia)
- 2009 -  Snowgoons German Snow (1 Traccia)
- 2009 -  Dj JS-1 Ground Original 2: No Sell Out (1 Traccia)
- 2009 -  Ralph Dog Reckless (1 Traccia)
- 2009 -  Earatik Statik The Good the Bad and the Ugly (2 Tracce)
- 2009 -  Phil Anastasia The Outfit (1 Traccia)
- 2009 -  Cook Classics The New Classics (1 Traccia)
- 2009 -  Wu Tang Clan Wu Tang Chamber Music (1 Traccia)
- 2009 -  Dj Shocca Tonz O Gunz (Mixtape) Hosted By Smif-N-Wessun (2 Tracce)
- 2009 -  Dj Honda IV (1 Traccia)
- 2009 -  Buckshot & KRS-One Survival Skills (1 Traccia)
- 2009 -  Agallah The Cake Mix (1 Traccia)
- 2009 -  Snowgoons The Trojan Horse (1 Traccia)
- 2010 -  Statik Selektah 100 Proof The Hangover (1 Traccia)
- 2010 -  Marco Polo & Ruste Juxx The Exxecution (1 Traccia)
- 2012 -  Dope D.O.D. Psychosis
- 2017 -  Wu-Tang Clan The Saga Continues (1 Traccia)